# Bernhard Gottlieb Denzel

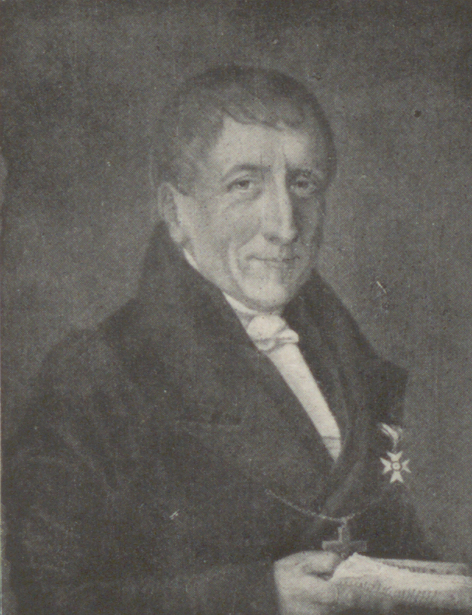
Bernhard Gottlieb Denzel

Bernhard Gottlieb Denzel (* 29. Dezember 1773 in Stuttgart; † 13. August 1838 in Esslingen) war ein deutscher Pädagoge.

## Leben
Denzel ging auf das Seminar der Klosterschule in Denkendorf und im Kloster Maulbronn. Ab 1792 studierte er in der Eberhard-Karls-Universität Tübingen Theologie und wurde dann Erzieher und Hauslehrer in Frankfurt am Main und Pfarrvikar in Neunkirch.
1802 ging er in die Schweiz, und wurde Pfarrer in Schaffhausen, bis er 1806 als Pfarrer nach Pleidelsheim zurückkehrte. 1811 wurde er Inspektor des neuerrichteten Schullehrerseminars und zugleich als Diakonus nach Esslingen versetzt, und erregte Aufmerksamkeit, als er versuchte den Schulunterricht, im Sinn Johann Heinrich Pestalozzis den er persönlich kannte zu reformieren, so dass ihm die Regierung vom Herzogtum Nassau, 1817 den Auftrag erteilte, das dortige Schulwesen neu zu organisieren. 
Bald darauf wurde er zum Direktor und ersten Lehrer des Seminars in Esslingen ernannt und erhielt gleichzeitig von seiner Regierung den Charakter als Professor, vom Herzogtum Nassau den eines Oberschulrats. 1832 wurde er zum Prälaten erhoben. Denzel hat wesentlich zur Ausbreitung Pestalozzis Idee der Elementarbildung in Süddeutschland beigetragen.

## Werke
- Erfahrungen und Ansichten über die Berufsbildung der Volksschullehrer, mit besonderer Beziehung auf das evangelische Seminar in Eßlingen zum Behufe der Erörterung und Vollziehung des neuen württembergischen Schulgesetzes (Stuttgart 1836)
- Einleitung in die Elementar-Schulkunde und Schulpraxis für die Lehrer in deutschen Elementar-Schulen (2. Teil, Stuttgart 1819)
- Über den Zustand des Volksschulwesens im protestantischen Württemberg und seine zeitgemäße Verbesserung (Eßlingen 1818)
- Einleitung in die Erziehungs- und Unterrichtslehre für Volksschullehrer (1817)